# Уачипато
«Уачипа́то» (исп. Club Deportivo Huachipato) — чилийский футбольный клуб из города Талькауано. В настоящий момент выступает в чилийской Примере, сильнейшем дивизионе страны.

## История
Команда была основана 7 июня 1947 года, в 1967 впервые вышел в Примеру, сильнейшей дивизион страны. В 1974 году клуб добился главного достижения в своей истории, выиграв чемпионат Чили, став при этом первой командой представляющей юг страны, ставшей чемпионом. В 1974 году «Уачипато» принимал участие в розыгрыше Кубка Либертадорес, но вылетел после первого раунда. Начиная с 90-х годов XX века клуб получил славу кузницы талантов, в нём начинали карьеру многие звёзды чилийского футбола. В 2012 году команда выиграла Клаусуру чемпионата Чили, а в 2013 году лишь по дополнительным показателям не смог выйти из группы в Кубке Либертадорес.
По итогам 2021 года «Уачипато» занял предпоследнее — 16-е — и должен был сыграть в стыковых матчах за право остаться в Примере. Однако из-за многочисленных нарушений из числа членов Национальной ассоциации профессионального футбола (ANFP) была исключена «Депортес Мелипилья», занявшая 14-е место. Вопрос необходимости играть стыковые матчи так и не был решён.

## Достижения
- Чемпион Чили (3): 1974, Кл. 2012, 2023
- Чемпион Второго дивизиона Чили (1): 1966
- Финалист Кубка Чили (1): 2013/14

## Участие в южноамериканских кубках
- Кубок Либертадорес (2):
  - Первый раунд — 1975, 2013
- Южноамериканский кубок (5):
  - Первый раунд — 2006, 2015
  - Второй раунд — 2020
  - Групповой этап — 2021
  - 1/8 финала — 2014